# アット・ヴァンス
アット・ヴァンス（At Vance）は、ドイツのメロディックスピードメタル及びネオクラシカルメタルバンド。リーダーはギタリストのオーラフ・レンク。

## 概要
かつてオーラフが中心となって活動していたプログレッシブ・メタルのプロジェクト、センターズを母体とし、この時ギタリストとして活動していたオリヴァー・ハートマンをボーカリストとして迎える。2枚のアルバムを出すも、活動休止状態となってしまう。
しかしその後、センターズはバンド形態として復活。名をアット・ヴァンスと改め、活動開始。
結成以来ボーカリストは盟友であるオリヴァー・ハートマンが務めてきたが、5th『ジ・イーヴル・イン・ユー』からは元イングヴェイ・マルムスティーンのマッツ・レヴィンに、7th『VII』からは元トレジャー・ランドのリック・アルティにスイッチしている。

## ディスコグラフィー
- 1st ノー・エスケイプ（1999年）
- 2nd ハート・オヴ・スティール（2000年）
- 3rd ドラゴンチェイサー（2001年）
- 4th オンリー・ヒューマン（2002年）
- 5th ジ・イーヴル・イン・ユー（2003年）
- 6th チェインド（2005年）
- 7th VII（2007年）
- 8th ライド・ザ・スカイ（2009年）